# Blanca Santiago
Blanca Flor Santiago Livias (Lima, Perú, 26 de abril de 1995) es una cantante peruana de cumbia, conocida por su trayectoria en la música.

## Biografía

### Primeros años
Blanca Flor Santiago Livias nació el 26 de abril de 1995 en Lima, Perú. Hija de artistas, quienes la lanzarían al mundo de la música con tan solo 5 años de edad con el nombre artístico de "Blanca Flor Huanuqueña" interpretando huainos. A dicha edad canto su primer tema compuesto por su padre, Hija Abandonada, llegando a tener una buena acogida del público que la escuchaba. A la edad de 12 años, Blanca Santiago comenzaría a experimentar con otros géneros musicales como la cumbia, llegando a escuchar a Pintura Roja, Marisol y Corazón Serrano, entre otros. A la edad de 13 años Blanca ingresó a la agrupación musical de cumbia de su hermano llamado La Magia Negra. Desde 2011 trabajó en el sector de la restauración hasta el 2014.

### Agrupación Lerida y Promesa de Amor
En el 2016, ingresó en la Agrupación Lérida. Ese mismo año, grabaría el tema Mentiras que se convertiría en un éxito a nivel nacional llegando a los 7 millones de reproducción en YouTube.Luego de su retiro de la Agrupación Lérida, Blanca integraría en la Orquesta Papillon de Iquitos junto con Caroline Tello y Andrea Torres, sin embargo, meses después anunciaría su salida por unos inconvenientes con el contrato. Tras su salida de Agrupación Papillon, comenzaría una nueva aventura con la agrupación musical Promesa de Amor del señor Alberto Salazar de Alza Producciones, siendo voz principal con Isabel Enriquez y Sulma Curro.

### Puro Sentimiento
Tras la salida polémica de Pamela Franco, los dueños de dicho grupo dieron a conocer a la nueva integrante quien seria Blanca Santiago llegando a grabar temas como Libre y solterita y llegando a ser Tendencia numero 1 en YouTube. En el 2021 Blanca Santiago se retira del grupo por motivos personales.

## Discografía

### Canciones con Agrupación Lerida
- «Mentiras»[7]
- « Perdóname»
- «Frio»
- «Dos palabras»
- «Vuelve conmigo»

### Canciones con Orquesta Papillon
- «Si te vas»
- «Mix el divorcio»

### Canciones con Promesa de Amor
- «Ya nada del amor»
- «Te desprecio»
- «Que buscas de mi»
- «Cada quien por su camino»
- «Cervecita»
- «Cual fue nuestro error»
- «Usted me engaño»
- «Mix recuerdos»

### Canciones con Puro Sentimiento
- «Busco un amor»
- «Ay es amor»
- «Libre y solterita»[8]